# Dél-Korea vasúti közlekedése
Dél-Korea vasúthálózatának hossza 3460 km, melyből dupla vágányú 1403,5 km. Villamosítva összesen 1422 km van. A nagysebességű vonalak hossza 412 km. A nemzeti vasúttársasága a Korail, mely a fővonalakat üzemelteti. Minden vonala 25 kV 50 Hz-cel van villamosítva. A városi vonalakat a Various üzemelteti. Ezek a vonalak 1,5 kV egyenárammal vannak villamosítva.

## Vasúti közlekedés
2007-ben a Korail, a Korea Nemzeti Vasútüzemeltető, első alkalommal vált nyereségessé, miután az üzemeltetést szétválasztották az infrastruktúrától. A Korail a 2006. évi 514 millió dolláros deficitet 130 millió dolláros nyereséggé alakította, öt évvel a kitűzött idő előtt.
Három fő oka van ennek a jelentős előre haladásnak. A bevételek jelentős növekedése elsősorban a Szöul - Puszan és Mokpho közötti nagysebességű közlekedés bevezetésének köszönhető. A másik tényező a költségek tényleges csökkentése, elsősorban az élőmunkára fordított összeg redukálása. A legfontosabb összetevője az elért eredménynek, az állomások fejlesztése és a Szöulban lévő Yongsa állomás körüli területek eladása volt.
A Korail teljesítményének növekedése azért is jelentős, mert a pályahasználati díj jelentősen nőtt az elmúlt évben, kb. 12 százalékkal. A 2007. évi eredmény az üzemeltetési vállalat vezetője szerint, nem csak egy fellángolás, ahogy fogalmaz nem szalmaláng. A kormány és a Korail nyilvánosságra hozta a vasút fejlesztési tervét. A Korail alkalmazottainak számát a jelenlegi 30 ezerről 25 ezer főre csökkentik 2011-re. Tervezik a nem nyereséges személypályaudvarok és tehervonati állomások megszüntetését, és számos más állomás automatizálását, jegykiadó automaták felszerelését. 2015-ig további állomásokat modernizálnak, és ennek révén jelentős területeket adnak el. A nagysebességű vonatok igénybevétele az elmúlt három évben több mint 60 százalékkal nőtt.
A növekvő forgalomhoz alkalmazkodva, a következő éven a Korail 6 darab 10 kocsis KTX II vonatot szerez be a Hyundai Rotemtől. A KTX II, az első teljesen koreai gyártású nagysebességű vonat, mely felcseréli a KTX vonatokat a Szöul–Kvangdzsu, és Mokpho vonalon. A KTX II vonatokat használják a Szöul, Szuncshon és Joszu vonalon, melynek felújítása, villamosítása hamarosan kész lesz. A Korea Rail Network Authority, /KR/ vezérigazgatója szerint, a Szöul–Puszan vonal utolsó szakasza Tegu–Puszan között 65 százalékos készültségben van, és 2010 végére elkészül. Ez az eljutási időt Szöul-Puszan között 30 perccel megrövidíti, 2 óra 10 percre, ami nagyban hozzá fog járulni a személyforgalom növekedéséhez.
A következő évben indul a Honan nagysebességű vonal építése, 2014-ben adják át a forgalomnak, a tervezettnél korábban. Ezzel Mokpho 2 órányira lesz Szöultól, a jelenlegi 3 óra 15 perccel szemben. Mint egy 60 milliárd dollár befektetését tervezik 2020-ig a Korea vasúti hálózatának felújítására, bővítésére. Ez azt jelenti, hogy a kulcsfontosságú vonalrészeket a modern szabványoknak megfelelően újítják fel, kétvágányúvá alakítják át és villamosítanak.
Számos hagyományos vonalat építenek a hálózat kiegészítéseként, vagy a koreai határ átjárhatósága érdekében. A vasúti összeköttetés a keleti parton észak Korea és dél Korea Csodzsin városa között az elmúlt év májusában nyitották meg újra, de a vonal Csodzsintól Szokcsho déli részéig a koreai háború alatt bezárták, és aztán lerombolták. Felmerült a gondolat, hogy egy új vonal építésére, Jeojintól Sokchón keresztül Gangneungig, kapcsolatot teremtve a működő vasúttal. Egyelőre, ebben a kérdésben nincs döntés, mivel ez politikai elhatározást igényel.
Korea új fővárost épít Szedzsongban, de a városnak nincs vasúti összeköttetése, ezért megvalósíthatósági tanulmányt készíttet a vasút, egy új kelet-nyugat vonalra, mely Csocshivontól Szedzsongon keresztül Porjongig haladna.
A koreai határ teljes körű megnyitása az áruszállítás megindulása sokkal fontosabbá válik a Korail számára, mint manapság, mivel ez lehetővé teszi a japán áruknak Koreán, Kínán vagy Oroszországon keresztül Európába juttatását.

## Nagysebességű közlekedés
A koreai nagysebességű vonat technológia fejlesztési projektje 1996-ban kezdődött. A Korea Vasúti Kutató Intézet, KRRI, átfogó ellenőrzés alatt állt, és ez fellendítette a kormánnyal, a kutatóintézetekkel és magánvállalatokkal való együttműködését. A projekt nagyra törő célja nem volt kevesebb, mint hogy a koreai vasúti technológiát a világon legfejlettebbé fejlessze. Korea ebben az időben importálta a francia TGV Réseau vonatokat, amely nem saját fejlesztés volt.
A projekt két szakaszból állt: a G 7 kutatási és fejlesztési projekt, ami 1996-tól 2002-ig futott, amelyet a Korea nagysebességű vonata fejlesztése követett. Annak érdekében, hogy a projekt úgy haladjon, ahogy tervezték, 223 millió dollárt bocsátottak rendelkezésre. Tíz kutatóintézet, 35 társaság és 16 egyetem vett részt a projektben, körülbelül 1000 fő bevonásával.
2002-ben a HSR-350x próba vonat első futását végezte. A vonat kizárólag koreai technológia felhasználásával készült. Az év augusztusában, Szöul–Tegu nagysebességű vonalon kezdte meg próbafutásait, és 2004 decemberében érte el a 352 km/h sebességet. A próbák alatt a jármű 209 összetevőjét is tesztelték, biztonság és megbízhatóság szempontjából. 2008 februárjáig Hanvit nagysebességű vonat, 207 000 km-t teljesített. A vonat továbbra is próbafutásokat végez Korea nagysebességű pályáján. A Hanvit vonaton a kocsiszekrény alumíniumból készült. A legkorszerűbb technológiát alkalmazták, mint pl. az indukciós motorokat, amelyek mind a fenntartás, mind a javítás terén igen sok előnnyel bírnak. A vonat visszatükrözi azokat a tapasztalatokat, és fejlesztéseket, amelyek a TGV vonatok 1980-as évek során történt tervezése óta összegyűltek. A Hanvit 350, tervezési sebessége 385 km/h, (a maximális üzemi sebessége 350 km/h lesz). A koreai vonat rugalmasan állítható össze, akár 20, akár 11 kocsis konfigurációval. A fékrendszere, az elmúlt 10 év fejlődését tükrözi, a Hanvit 350 vonatot örvényáram-fékkel látták el, villamos és mechanikus fékekkel együtt. Továbbá a Hanvit 350, olyan vonaton lévő mérési rendszerrel van ellátva, ami kb. 400 mérőhely adatait tudja mérni.

## Vasúti kapcsolata más országokkal
- Észak-Korea - van, azonos nyomtáv

## Lásd még
- KTX
- KTX-I
- KTX-II